# Saadat Ali Khan II.

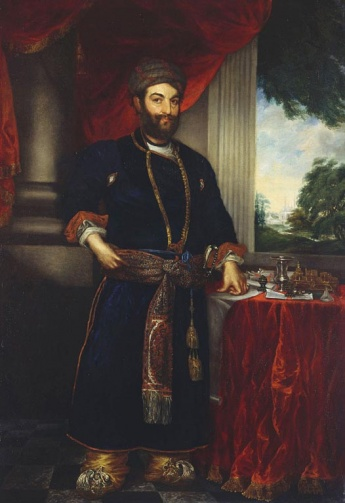
Saadat Ali Khan II.

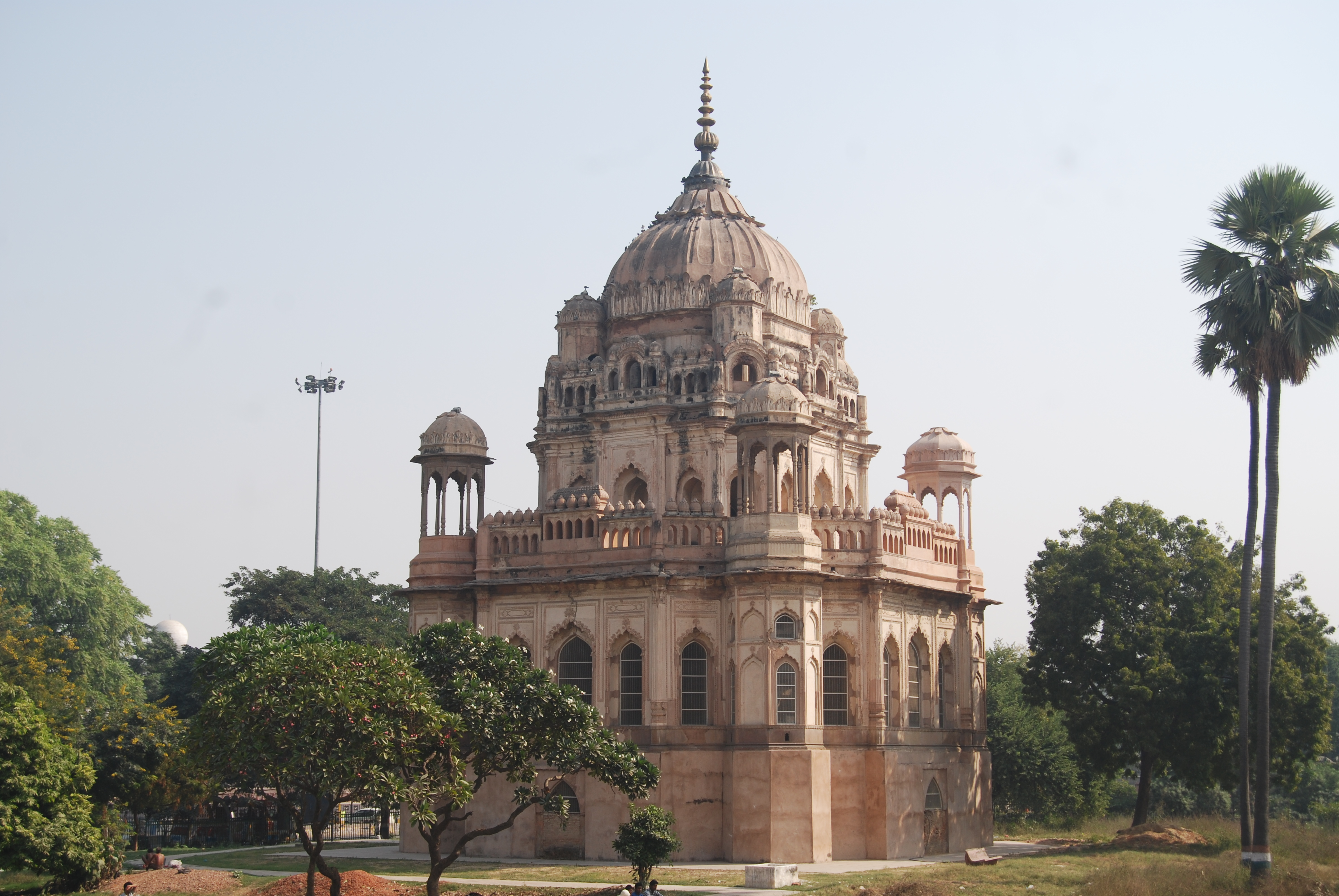
Mausoleum Saadat Ali Khans II. in Lakhnau

Saadat Ali Khan II., eigentlich Yamin-ud-daula-Nawab Saadat Ali Khan, (geb. 1752 in Faizabad, gest. 11. Juli 1814 in Lucknow) war nach der Absetzung seines Neffen Wazir Ali Khan durch die Briten vom 21. Januar 1798 bis zu seinem Tod quasi unabhängiger Herrscher (nawab) der Mogul-Provinz Oudh (heute Avadh im Bundesstaat Uttar Pradesh); die faktische Gewalt lag jedoch in Händen der Britischen Ostindien-Kompanie.

## Leben
Saadat Ali Khan war der nachgeborene Sohn des ehemaligen Gouverneurs Shuja-ud-Daula (gest. 1775). Nach dem Tod seines Amtsvorgängers Asaf-ud-Daula (1797) und der Absetzung des daraufhin von den Briten eingesetzten Nachfolgers Wazir Ali Khan, dem nur eine Amtszeit von vier Monaten vergönnt war, setzten die Briten unter John Shore am 21. Januar 1798 Saadat Ali Khan auf den Thron von Oudh.
Im Jahr 1801 trat Saadat – als Gegenleistung für ein Sicherheitsversprechen – die Hälfte seines Herrschaftsbereichs (darunter die Städte Allahabad, Bareilly, Etawah und Gorakhpur) an die East India Company ab.

## Nachfolge
Sein Sohn Ghazi-ud-Din Haidar Shah (reg. 1814–1827) und sein Enkel Nasir-ud-Din Haidar Shah (reg. 1827–1837) wurden seine Nachfolger. Danach übernahmen die Briten auch nominell die Macht über die Provinz Oudh.

## Bauten
Von seinen zahlreichen Bauten überlebten nur wenige. Der Dilkusha Palace bei Lakhnau liegt in Ruinen.